# Nicodemo l'Agiorita
San Nicodemo l'Agiorita o San Nicodemo del Monte Athos, nato come Nicholas Kallivroutsis (Νικόλαος Καλλιβρούτσης) (in greco Ὃσιος Νικόδημος ὁ Ἁγιορείτης?; Nasso, 1749 – Monte Athos, 14 luglio 1809) è stato un religioso e teologo greco venerato come santo dalla Chiesa ortodossa.
Era un monaco ascetico, un mistico, un teologo e un filosofo. Il lavoro della sua vita è stato una riscoperta delle pratiche cristiane tradizionali e della letteratura patristica. Scrisse letteratura sulla preghiera ascetica e influenzò la riscoperta dell'esicasmo, un metodo di preghiera contemplativa del periodo bizantino. È famoso soprattutto per il suo lavoro con san Macario di Corinto sull'antologia di scritti spirituali monastici noti come Philokalia. Fu canonizzato dal Patriarca ecumenico di Costantinopoli nel 1955.

## Biografia

### Formazione
Nicodemo nacque con il nome di Nicholas Kallivroutsis (Νικόλαος Καλλιβρούτσης) nel 1749 sull'isola greca di Nasso, che all'epoca faceva parte dell'Impero ottomano . Secondo il suo biografo, era dotato di "grande acutezza mentale, percezione accurata, chiarezza intellettuale e vasta memoria", qualità che erano prontamente evidenti a coloro che lo supportavano nel suo apprendimento. 
Passò dalla tutela del suo parroco a quella dell'archimandrita Crisanto, che era il fratello di Cosma di Etolia. Da lì si diresse verso Smirne, dove frequentò la Scuola Evangelica. Qui studiò teologia, nonché greco antico, latino, francese e italiano. 
La persecuzione da parte dei turchi, che all'epoca governavano la maggior parte del mondo greco, interruppe la sua scolarizzazione e tornò a Nasso nel 1770.

### Vita monastica
Entrò nel monastero di Dionysiou sul Monte Athos nel 1775. Nicholas conobbe Macario di Corinto alcuni anni dopo il suo ritorno a casa, iniziando un'amicizia che durò per tutta la loro vita. Poco dopo decise di abbracciare la vita monastica, seguendo l'esempio di tre monaci che aveva incontrato, Gregorio, Nifonte e Arsenio. Questi uomini erano venuti dal Monte Athos, che era un importante centro di monachesimo per oltre settecento anni, e persuase anche Nicholas ad andarci. Vi arrivò all'età di 26 anni.
Dopo essere stato tonsurato come monaco, il nome di Nicholas fu cambiato, secondo l'usanza per coloro che avevano abbandonato il mondo secolare, in Nicodemo. Fu iniziato alla pratica dell'hesychia, un metodo di preghiera che implica l'immobilità interiore, la respirazione controllata e la ripetizione della "Preghiera di Gesù" (Signore Gesù Cristo, Figlio di Dio, abbi pietà di me peccatore). Nicodemo si schierò con i monaci conosciuti come Kollyvades, che premevano per un ritorno delle pratiche ortodosse tradizionali e della letteratura patristica, e trascorse il resto della sua vita al lavoro traducendo e pubblicando quelle opere. Redasse anche molti suoi libri originali.
Morì il 14 luglio 1809 sul Monte Athos.

## Culto
Fu glorificato dalla Chiesa greco-ortodossa il 31 maggio 1955. La sua festa è il 14 luglio.

## Opere
In collaborazione con San Macario di Corinto, San Nicodemo compilò la Philokalia, che divenne un importante lavoro sulla spiritualità monastica. Contiene alcuni degli insegnamenti di molti antichi padri del deserto. 
Mentre compilava la Philokalia, San Nicodemo includeva i titoli di vari passaggi dell'Antico e del Nuovo Testamento basandosi esclusivamente sulla sua memoria, poiché aveva una memoria fotografica. 
San Nicodemo pubblicò anche edizioni moderne di altri scritti teologici, come quelli di Simeone il Nuovo Teologo e Gregorio Palama. Inoltre, scrisse opere originali, come il Pedalion, un trattato sulla legge canonica, e l' Exomologetarion, una guida per i confessori. 
Un'altra delle sue famose opere è l'Enchiridion ("manuale di consigli spirituali") (1801), scritto da Nicodemo su suggerimento di suo cugino Hierotheos, che era stato recentemente nominato vescovo di Euripos. Questo manuale sulla vita religiosa, rivolto sia al clero che ai laici cristiani, continua ad essere influente sulla spiritualità greca fino ai giorni nostri. Il lavoro è stato descritto come un tratto teologico-etico che mostra sia una profonda intuizione psicologica sia una acuta mente scientifica.
Egli non ignorava gli autori spirituali occidentali, e pubblicò anche traduzioni degli  Esercizi spirituali (Πνευματικά γυμνάσματα) di S. Ignazio di Loyola e Il combattimento spirituale (βιβλίον καλούμενον · Αόρατος Πόλεμος) di Lorenzo Scupoli.